# 红细胞沉降率

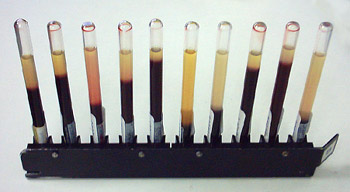
红细胞沉降率的测量

红细胞沉降率（Erythrocyte sedimentation rate，ESR），也称为比尔奈基测试，简称血沉，是指血红细胞在1小时内沉降的速率。红细胞沉降率是一个非常常见的血液学测试，是炎症反应的非特异性测量指标。测量时，我们将抗凝血液放置在直立管（称为Wintrotube），并记录红细胞沉降的距离，以毫米/小时（mm/h）为单位报告红细胞的沉降率。现在红细胞沉降率测试通常都是由临床实验室的自动化分析仪自动执行。
红细胞沉降率是依靠纤维蛋白原和红细胞抗沉降的因素，即红细胞负电荷（界达电位）等与沉降有关的因素之间的平衡来维持，红细胞之间互相排斥而保持悬浮的稳定性。在炎症过程中，血液中纤维蛋白原的比例升高，使得红细胞易于黏连而成团，即形成缗钱状红细胞，使血沉的速率变快。在某些淋巴增生性疾病中，一种或多种免疫球蛋白分泌过多也可能会出现缗钱状红细胞。值得注意的是，在马、猫和猪等动物，缗钱状红细胞的形成是一个正常的生理过程。
任何原因的炎症反应都会引起红细胞沉降率的升高。在怀孕和患类风湿性关节炎时红细胞沉降率也会升高。红细胞增多症、镰状细胞贫血、遗传性球形红细胞增多症和充血性心脏衰竭时红细胞沉降率会降低。女性的红细胞沉降率正常参考值比男性略高。

## 历史
红细胞沉降率测试是在1897年由波兰医生埃德蒙·比尔奈基（Edmund Biernacki）发明。在世界上的一些地区，红细胞沉降率测试仍然被称为比尔奈基测试。1918年，瑞典病理学家罗伯特·法利伍斯（Robert Sanno Fåhræus）使用柠檬酸钠凝固样本测试红细胞沉降率，阿尔夫·威廉·阿尔伯特森·魏斯特格伦（Alf Vilhelm Albertsson Westergren）对方法进行改良，因此红细胞沉降率测试有时也称为法-魏氏测试（有些地方如中国、英国简称为魏氏测试），是现在测定红细胞沉降率的标准方法。

## 使用
红细胞沉降率在对无症状患者的筛查试验中仅被有限使用，它具有较低的灵敏度和特异性。它在多发性骨髓瘤、颞动脉炎、风湿性多肌痛、各种自体免疫性疾病，系统性红斑狼疮、类风湿性关节炎和慢性肾脏疾病的诊断中非常有用。在这些疾病的大部分患者中，血沉值可能会超过100毫米/小时。
红细胞沉降率也经常用于川崎氏病的鉴别诊断。某些慢性感染疾病如肺结核和感染性心内膜炎血沉值也可能会增加。它也是评估儿童炎症性肠病严重程度的指数PDCAI的一个组成部分。
红细胞沉降率在监测某些炎症性疾病如颞动脉炎，风湿性多肌痛，类风湿关节炎的治疗反应中具有一定的临床应用价值。它也可以被用来作为霍奇金淋巴瘤治疗反应的初步测量。此外，血沉水平是几种可以用来定义霍奇金淋巴瘤分期中可能出现不良预后的因素之一。

## 正常值
在魏氏法开始使用时，红细胞沉降率的正常值是男性3毫米/时，女性7毫米/时，而没有考虑到年龄因素。在1967年，有研究证实血沉值有随年龄的增加而升高的趋势，在女性中普遍较高，而且在贫血时和黑人中数值也会增加。

### 成人
在1983年提出使用下列公式计算血沉值的正常上限（98%的置信度），目前已经被广泛使用：
{\displaystyle {\rm {ESR}}\ (mm/hr)\leq {\frac {{\rm {Age}}\ ({\it {in\ years}})+10\ ({\it {if\ female}})}{2}}}
在1996年一个大型研究提出的血沉值参考值范围如下（具有相对较低的置信水平）：
| 年龄 | 20 | 55 | 90 |
| ---- | -- | -- | -- |
| 男性 | 12 | 20 | 19 |
| 女性 | 18 | 21 | 23 |

### 儿童
出生时婴儿的血沉正常值是1毫米/时至2毫米/时，出生8天后升高到4毫米/时，而在出生17天后升高到17毫米/时。
经典的血沉正常值参考范围是：
- 新生儿：0 - 2毫米/时
- 新生儿至青春期：3 - 13毫米/时（也有一些研究将正常上限值定为20毫米/时[16]）

## 和C反应蛋白的关系
C反应蛋白是一种急性时相反应蛋白，由肝脏在炎症反应过程中产生。由于炎症或感染过程刚开始时血液中C反应蛋白的水平上升更加迅速，因此红细胞沉降率测量经常会被C反应蛋白测量所替代。然而，有研究发现红细胞沉降率测量和C反应蛋白测量是急性上颌窦炎诊断的两个相对独立的检测，因此在某些情况下，两种测量相结合可提高诊断的灵敏度和特异性。

## 临床意义
红细胞沉降率可以初步判断肿瘤的性质。将肿瘤切除，或进行化疗时红细胞沉降率会减慢。相反肿瘤复发或转移时红细胞沉降率会加快。
红细胞沉降率可大致推测疾病的发展及观察治疗效果。